# Staart- en maneneczeem

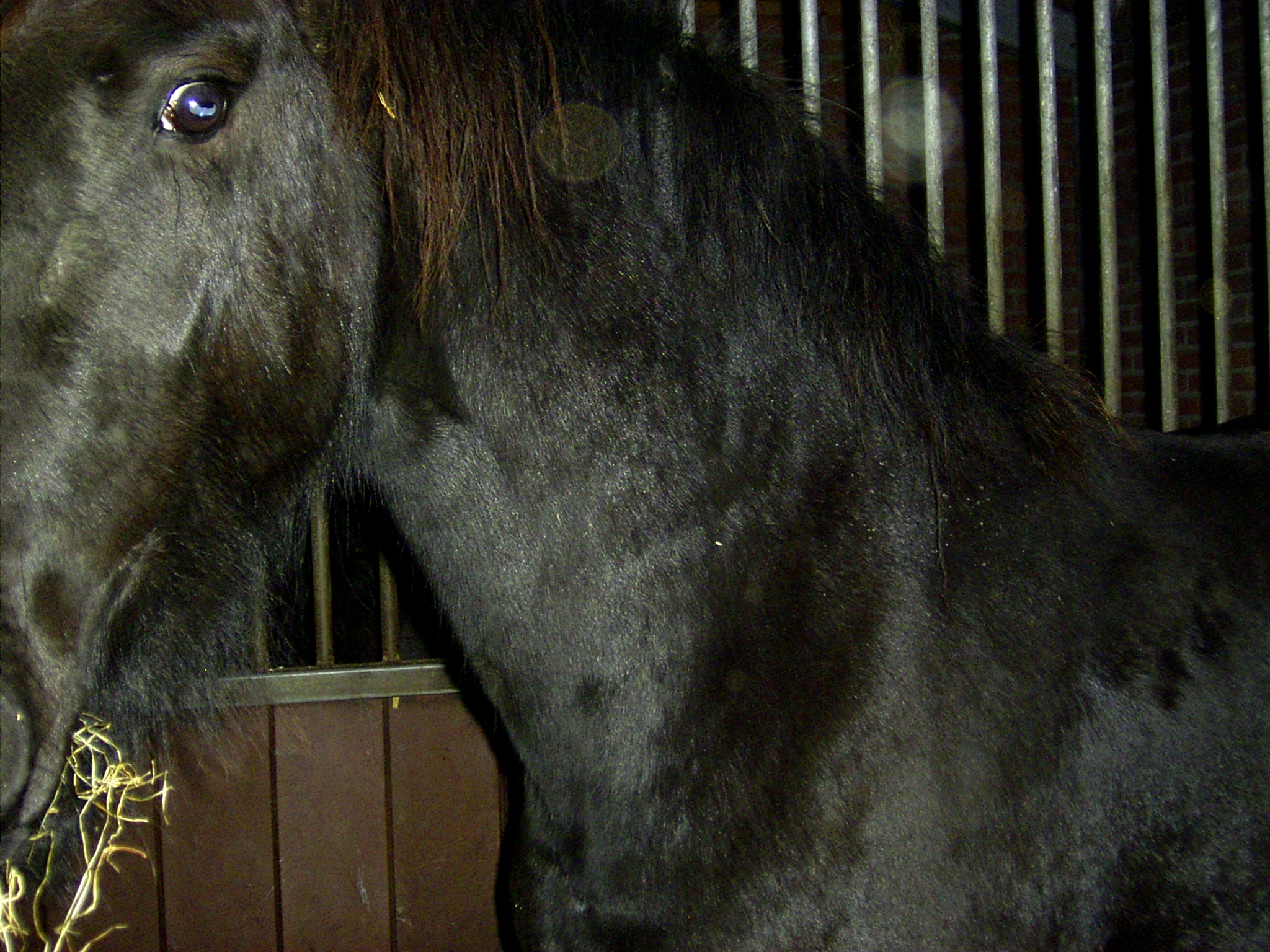
Eczeem bij paard dat buiten heeft gelopen maar behandeld is met calendula-babyolie

Staart- en maneneczeem is een paardenziekte, die wordt gekenmerkt door het schuren van de staart, de manen en de onderbuik door het paard, tot bloedens toe.
Deze aandoening wordt ook zomereczeem genoemd, in het Engels sweet itch genoemd, in het Duits Sommerekzem, in het Fries simmerskurft.
Voor het paard is dit uitermate pijnlijk. De ziekte is niet besmettelijk, maar de symptomen blijven levenslang aanwezig.
Het schuurgedrag ontstaat alleen bij paarden die daarvoor erfelijk gevoelig zijn.
Het is een allergische reactie op het steken van vrouwelijke vliegen en muggen, die door de huid van het paard op zoek zijn naar bloed; dat bloed dient dan als voedsel voor de productie van eitjes.
Het gaat om 64 verschillende soorten bloedverzamelende vliegen en muggen die behoren tot de insectenorde Diptera (tweevleugeligen), families Culicidae (steekmuggen), Ceratopogonidae (knutten) en Similiidae (kriebelmuggen).
De achtervleugels van de Diptera zijn omgevormd tot kolfjes die functioneren als evenwichtsorganen.
Daardoor zijn deze insecten wendbaarder dan de insecten met vier vleugels en dus door paarden moeilijker weg te slaan.
Uit onderzoek blijkt dat 1 op de 5 Friese paarden in de leeftijd van drie jaar en ouder last heeft van staart- en maneneczeem.

## Behandeling
Er is een aantal middelen in gebruik om verlichting te geven, zoals insmeren met babyolie, maar een geneesmiddel om de kwaal te genezen of te voorkomen is niet bekend. Maatregelen die genomen kunnen worden zijn
- paarden in zomers vanaf 4 uur ’s middags tot de volgende ochtend 9 uur op stal houden
- op warme donkere dagen de paarden de hele dag binnen houden
- paarden voorzien van een ‘paardenpyjama’: een speciaal voor dit doel geproduceerde bekleding voor het paard
- gebruikmaken van hengsten die zo weinig mogelijk staart- en maneneczeem verwerven (zie onderzoek H. van der Ploeg).

## Onderzoek
Eind jaren negentig bleken steeds meer paarden last te krijgen van staart- en maneneczeem. Een overzicht was moeilijk te krijgen, onder andere omdat een paardenfokker uiteraard niet graag in de openbaarheid zal brengen dat er iets mis is met zijn dieren.
Dat was de aanleiding voor de heer H. van der Ploeg (oud-docent Natuur en Milieu en fokker van Friese paarden) om in samenwerking met het Koninklijk Friesch Paarden Stamboek een onderzoek te starten naar de verspreiding. In 2002 bezocht hij 19 keuringen door heel Nederland. Hij constateerde, dat bij 297 van de 707 gekeurde paarden een vorm van staart- en maneneczeem voorkwam. In 2003 volgden nog eens 25 keuringen, nu met 1971 gekeurde paarden waarvan 402 leden aan deze kwaal.
Hij komt op grond van zijn waarnemingen tot een indeling in acht categorieën. Het verslag van zijn bevindingen bevat onder meer overzichten per leefgebied, en ook overzichten naar de positie in de stamboom van de Friese hengsten. De uitkomsten maken het meer dan aannemelijk dat zowel erfelijke aanleg als omgevingsfactoren (leefgebied, kwaliteit van de stal, voer) een rol spelen. 
Bijvoorbeeld is vooral langs de waddenkust van Friesland staart- en maneneczeem sterk toegenomen. Het ligt voor de hand dat de veelvuldige aanleg van windsingels en bosjes in dat gebied daaraan debet is. De heer Van der Ploeg doet een vervolgonderzoek.
In 2005 is een onderzoek begonnen door de Animal Sciences Group van de universiteit van Wageningen.

## Toekomstperspectief
- Het wordt warmer in Nederland en er valt meer neerslag. Deze factoren versnellen de ontwikkelingsstadia van insecten (van ei via larve en pop tot volwassen insect). Vocht is een belangrijke levensvoorwaarde voor de genoemde insectenfamilies.
- Het blijft langer warm in de maanden oktober en november; dat betekent dat insecten langer actief blijven.
- De mens grijpt steeds meer in in het Nederlandse landschap. Percelen land komen ’s zomers onder water te staan, oude rivierlopen worden hersteld, boomsingels worden aangeplant in verband met de Ecologische Hoofdstructuur: allemaal gunstige voorwaarden voor toename van de biodiversiteit in Nederland en die biodiversiteit bestaat voor 12% uit insecten.
- De laatste jaren is de toename versneld van het optreden van staart- en maneneczeem; met name twenters (2-jarige paarden) worden daardoor getroffen.
- Het stamboekbestuur dient een stringent beleid te ontwikkelen om het percentage staart-en maneneczeem te laten verminderen. Gebeurt dit niet dan schaadt het niet alleen de gezondheid van het Friese paard maar ook de goede naam van het ras als zodanig.